# Alibi Montana
Alibi Montana es un rapero francés originario de Haití.
En 1999 sacó T'as ma parole, y tres años más tarde Mandat de Dépôt.
En 2004 publicó 1260 jours (evocando su tiempo pasado en la cárcel de Villepinte por intento de homicidio, 1260 días). Participó también este mismo año en el CD de Rohff, La fierté des Nôtres, y en un recopilatorio, Street Lourd Hall Stars.
En 2005 salió Numéro d'écrou 8460-F, Toujours Ghetto vol.1 y Rue, grabado con L.I.M., seguido a principios de 2006 del Toujours Ghetto vol.2, Le Block y La Crise des Banlieues.
En 2008 publica "Pret a mourir pour les miens" y "Illegal Life" en el que cuenta con colaboraciones de Sefyu, Alino, etc.
El primer ministro Nicolas Sarkozy ha emprendido medidas legales en contra del rapero por supuestas amenazas de muerte en Aucun Changement.
- Datos: Q2836466